# Dermatobia hominis
Genre
Espèce
Dermatobia est un genre d'insectes diptères, qui ne comprend qu'une espèce, Dermatobia hominis. Il s'agirait du seul Cuterebrinae (famille des Oestridae) s'attaquant aux primates, incluant l'humain. On le rencontre du Mexique à l'Argentine. Sa larve, communément appelée en Guyane « ver macaque », est responsable d'une myase cuticole furonculoïde.

## Cycle de vie

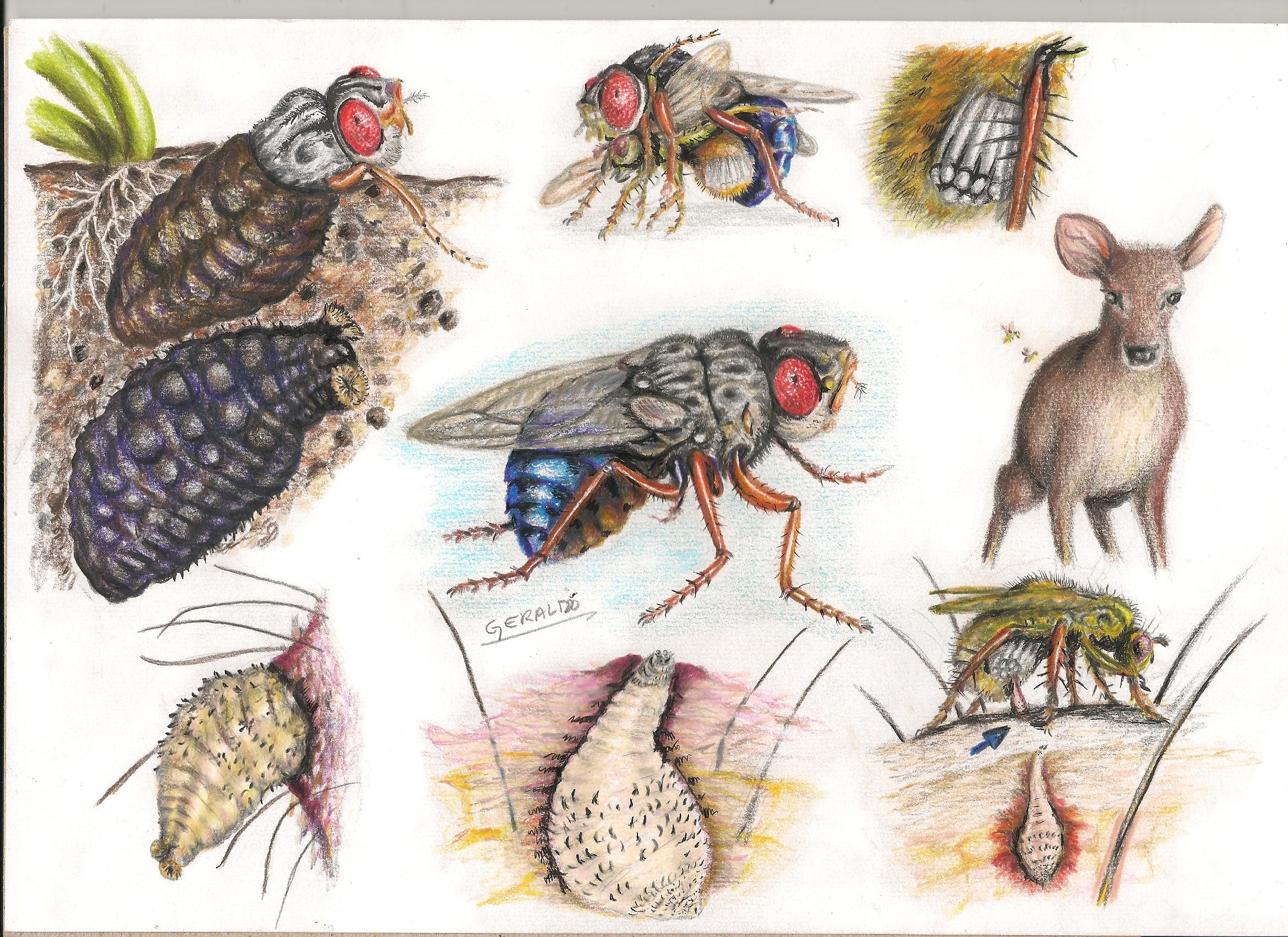
Cycle de vie de Dermatobia hominis.

Pour sa reproduction, la femelle gravide capture un moustique et accroche ses œufs en grappe sur son abdomen (c'est un cas de phorésie). L'éclosion est déclenchée par la température lorsque le moustique se pose sur un hôte à sang chaud. La larve pénètre alors à travers la peau de l'hôte, s'installant généralement à proximité de la zone où le moustique transporteur se pose. Pour l'homme, il s'agit souvent de zones découvertes comme les membres, le visage, le cou, etc. Le stade larvaire peut alors durer de 1 à 3 mois (pour comparaison, le développement larvaire du ver de Cayor (Diptera Calliphoridae) dure de 8 à 10 jours). La larve est un gros asticot grisâtre dont la longueur peut atteindre 2 cm. Sa tête recouverte d'aspérités disposées en anneaux a la particularité de représenter la moitié supérieure de la larve. À maturité, la larve sort du furoncle, tombe au sol, et se pupose. Après 2 à 3 semaines la métamorphose aboutit à une petite mouche grise prête à se reproduire.
La lésion ressemble au début à une piqûre de moustique. En se développant, la larve consomme les tissus, grossit et bouge en s'étirant et se contractant pour respirer à la surface et évacuer ses déchets. Ce mode de vie provoque chez l'hôte douleur et prurit.
Ces insectes ne sont pas suffisamment abondants pour avoir le statut de nuisible. La larve ne peut survivre en cas d'infection, ce qui arrive d'ailleurs rarement à moins que l'hôte tue la larve sans la retirer complètement de la plaie. Il est possible que la larve produise elle-même des sécrétions antibiotiques qui préviennent des infections pendant qu'elle se nourrit.

Impact parasitaire chez l'humain
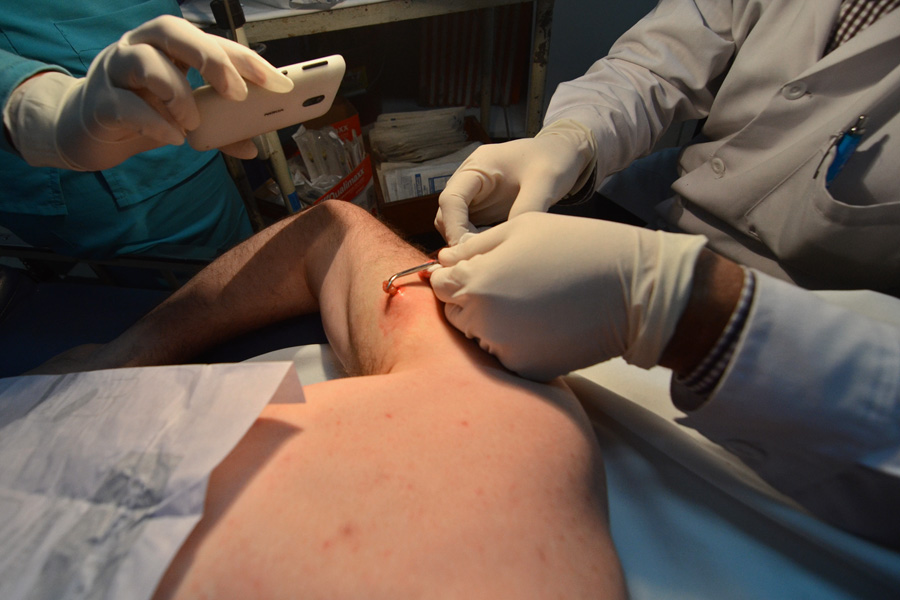
Chez une personne à Lima au Pérou.
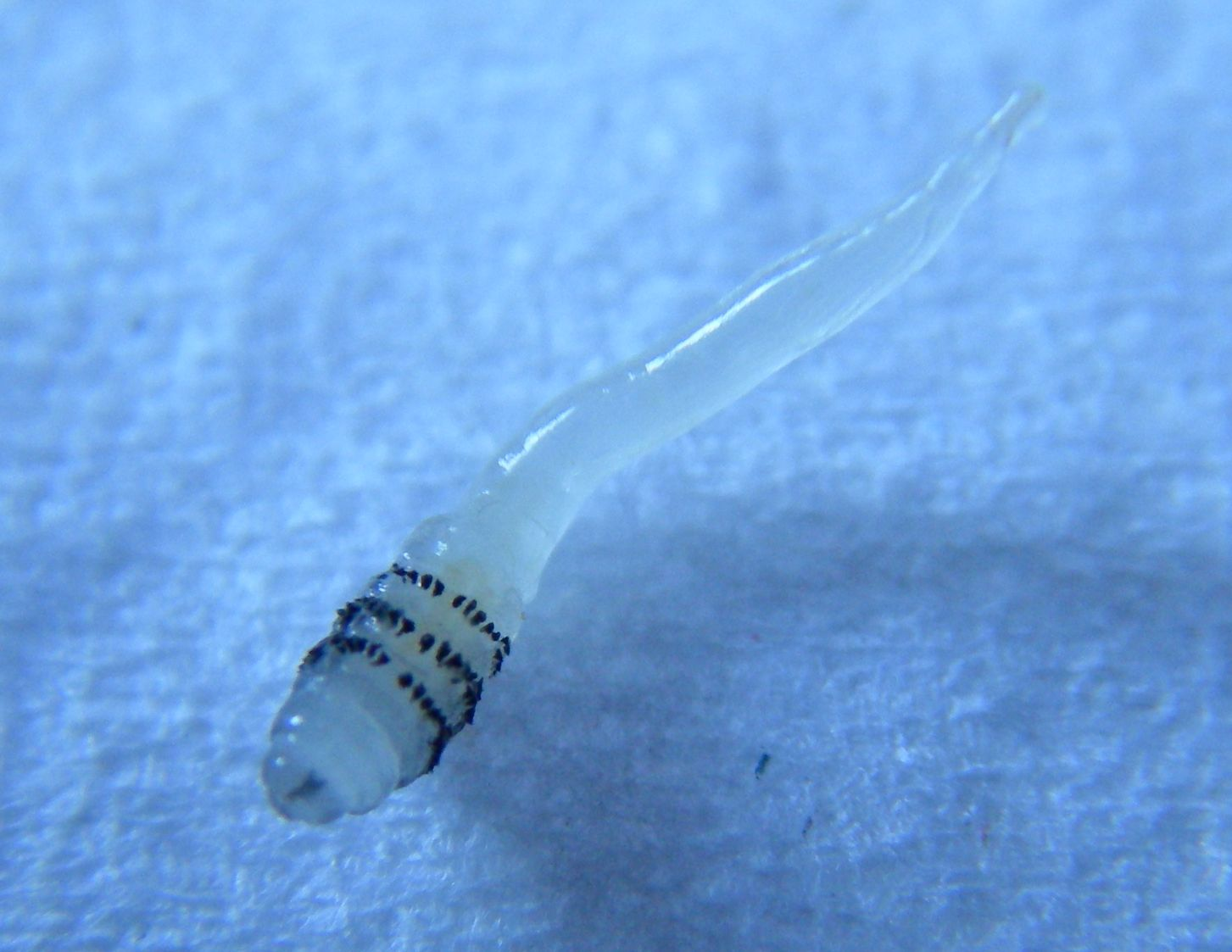
Larve d'une quinzaine de jours après extraction.
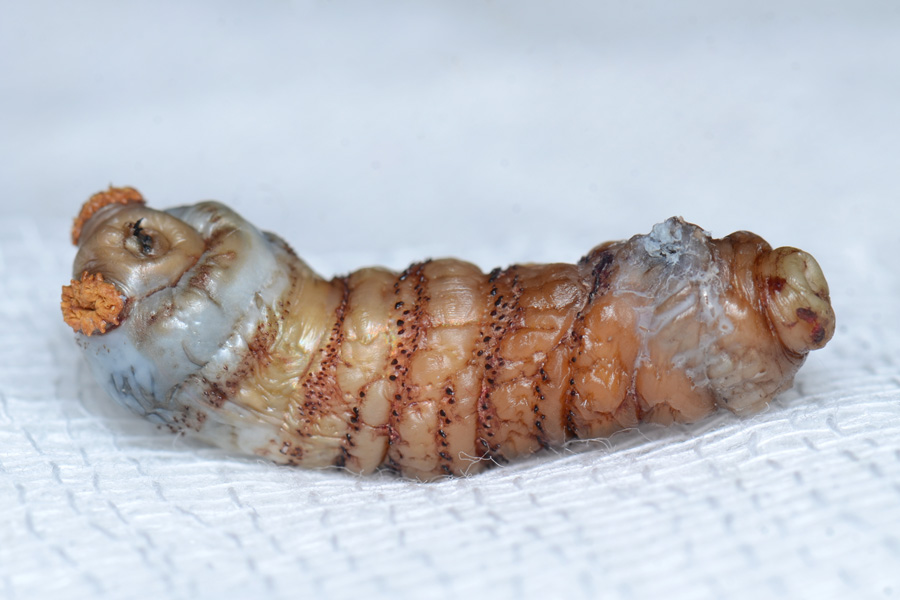
Larve développée après extraction.
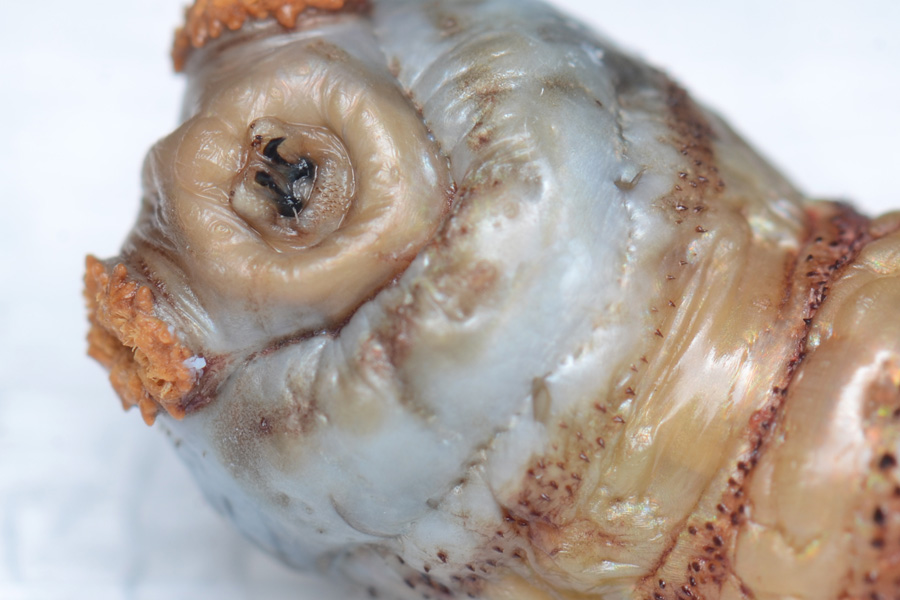
Idem

## Traitement

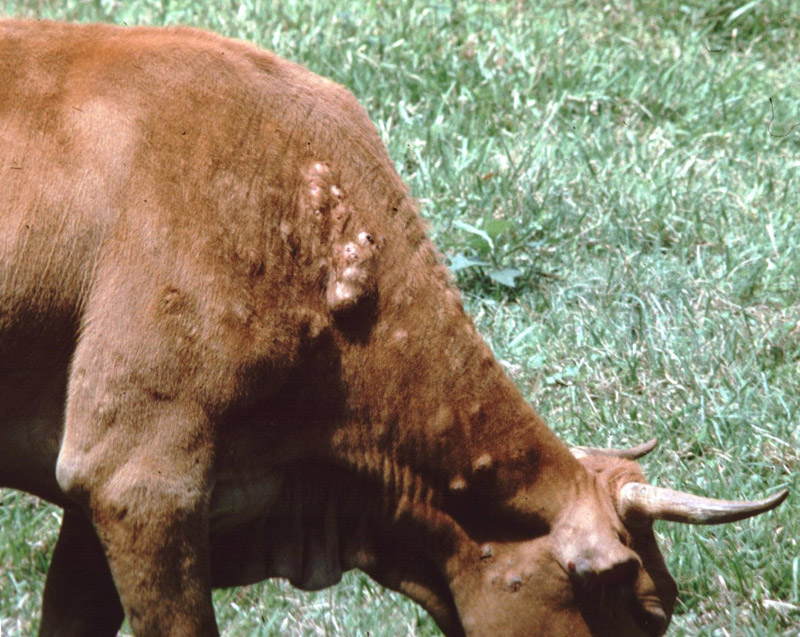
Infection chez un bovin.

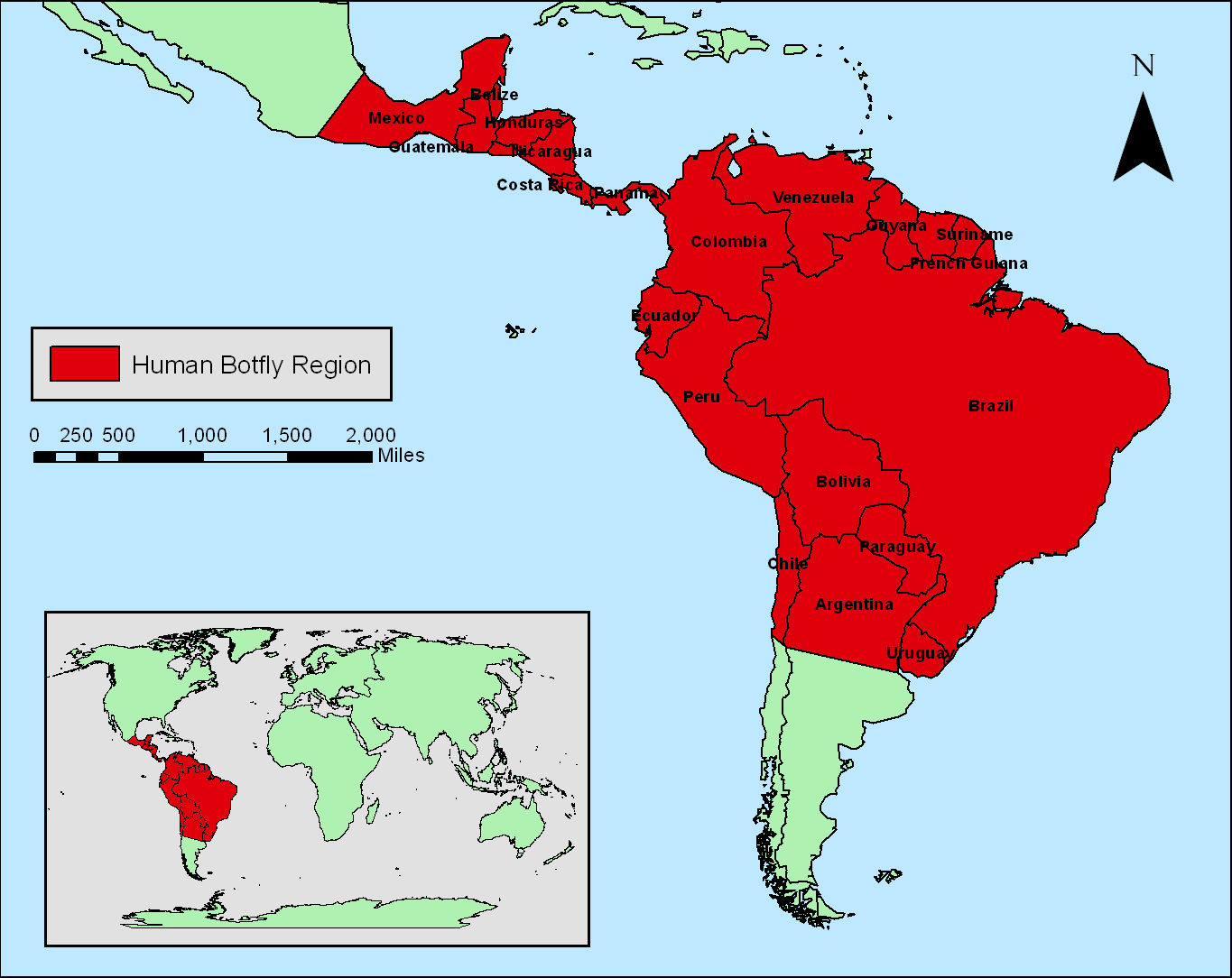
Carte de répartition de Dermatobia hominis.

- Le traitement préventif consiste à se protéger des moustiques : moustiquaires, répulsif, etc.
- On peut utiliser de l'alcool pour tuer la larve avant qu'elle ne pénètre dans la peau.
- Il n'existe pas de médicaments pour se débarrasser des larves déjà installées.
- Généralement, le fait de laisser la larve se développer et quitter le corps du patient par elle-même est le moyen le plus sûr. Cependant, très peu de personnes acceptent d'attendre si longtemps, en particulier si la larve est localisée à un endroit gênant. Le degré d'inconfort dépend complètement de l'endroit où la larve a élu domicile.
- Un mode d'extraction traditionnel des larves consiste à appliquer sur le furoncle une tranche de gras de lard pendant environ 48 heures. La larve qui doit remonter à la surface pour respirer traverse la couche de lard pour ne pas étouffer et y reste. Il est possible de remplacer le lard par une épaisseur de coton imprégnée de Biafine ou de vaseline.
- Le ver macaque ne peut être extrait facilement en raison de sa tête dure et de son corps hérissé de protubérances. Certaines personnes rapportent le succès de l'extraction par pression, mais cette approche engendre le risque de tuer la larve et d'entraîner une infection.
- Le traitement chirurgical est possible par exérèse de la larve sous anesthésie locale. Il existe cependant un risque de préjudice esthétique.
- Récemment, des chirurgiens ont découvert que les seringues extractrices de venin (type aspivenin) permettent de retirer facilement la larve à n'importe quel stade de développement.
- Des pédiatres péruviens expérimentèrent avec succès l'utilisation de feuilles et de broyats de basilic pour extraire une larve de la région orbitaire d'un adolescent de 16 ans, expliquant que ce parasite apprécie ce végétal et son odeur[3],[4],[5].

## Synonymie
Dermatobia hominis a pour synonymes :
- Cuterebra cyaniventris Macquart, 1844
- Cuterebra noxialis Goudot, 1845
- Oestrus hominis Linnaeus, 1781
- Oestrus humanus Howship, 1833